# برنامه‌نویسی سیستم
برنامه‌نویسی سیستم (انگلیسی: System programming) یا برنامه‌نویسی سیستم‌ها، از شاخه‌های برنامه‌نویسی است و به فعالیت‌های مرتبط با برنامه‌نویسی نرم‌افزارهایی اطلاق می‌شود، که به نرم‌افزارهای سیستم‌های کامپیوتری، خدمات ارائه می‌نمایند. بر خلاف برنامه‌نویسی کاربردی که خدمات نرم‌افزاری را به‌طور مستقیم به کاربران ارائه می‌دهد، برنامه‌نویسی سیستم‌ها به ارائه خدمات نرم‌افزاری و سکوی رایانش به نرم‌افزارهای دیگر و سیستم‌عامل‌ها، می‌پردازد. برنامه‌نویسی سیستم نیازمند میزان بالایی از آگاهی در خصوص سخت‌افزارها می‌باشد.